# Peterlin
Peterlin [peterlín] je priimek več znanih Slovencev:
- Agnes Pisanski Peterlin, anglistka, prevodoslovka, univ. prof.
- Alojz(ij) Peterlin
  - Alojzij Peterlin (1829—1908), pasar
  - Alojzij Peterlin (1872—1943), duhovnik in književnik
  - Alojz Peterlin (1928—2004), ginekolog, porodničar
- Anton Peterlin 
  - Anton Peterlin starejši (1792—1866), pasar
  - Anton Peterlin star. (1866—1912), matematik, šolnik
  - Anton Peterlin mlajši (1876—1955), pasar
  - Anton Peterlin ml. (1908—1993), fizik, univerzitetni profesor, znanstveni organizator (IJS...) in akademik
  - Anton Peterlin (*1987), ameriški nogometaš
- Barbara Peterlin, redovnica, humanitarka (v Ukrajini)
- Boris Matija Peterlin (*1947), slovensko-ameriški biokemik in mikrobiolog, akademik
- Borut Peterlin
  - Borut Peterlin (*1963), nevrolog, genetik
  - Borut Peterlin (*1974), fotograf
- Ernest Peterlin (1903—1946), domobranski častnik
- Ivan Peterlin (*1951), odbojkar, športni delavec v zamejstvu, predsednik ZSŠDI
- Jože Peterlin (1911—1976), gledališki kritik, dramaturg, igralec in profesor
- Judita Peterlin, ekonomistka
- Jurij Peterlin (1802—1843), pasar
- Lucija Peterlin Mašič, farmacevtka, prof. FFA
- Lučka (Marija) Peterlin Susič/Sussi) (1945–2023), zamejska pedagoginja, kulturna delavka, mladinska pisateljica, režiserka v Italiji
- Marko Peterlin, arhitekt, urbanist (Inštitut za politike prostora)
- Majda Peterlin (psevdonim Vida Brest) (1925–1985), pisateljica, pesnica, novinarka
- Primož Peterlin, medicinski fizik
- Radivoj Peterlin-Petruška (1879—1938), pesnik, pisatelj, potopisec in urednik
- Stanislav (Stane) Peterlin (*1937), biolog, strokovnjak za varstvo naravne dediščine
- Stojan Peterlin (*1952), inženir strojništva in univerzitetni predavatelj
- Tanja (Tatjana) Peterlin Neumaier (*1945), fizičarka, publicistka, domoznanka?